# Филип Ивановић
Филип Ивановић (Титоград, 6. јануар 1986) је филозоф, хелениста и политичар. Ивановић је научни сарадник на Универзитету Црне Горе,  некадашњи министар вањских послова Црне Горе и актуелни потпредсједник Владе Црне Горе задужен за вањске и европске послове.

## Биографија

### Образовање
У родном мјесту је завршио основну школу и гимназију. Дипломирао је (с оцјеном 110/110) на Одсјеку за филозофију Универзитета у Болоњи, гдје је и магистрирао (с оцјеном 110/110 cum laude) 2009. године с тезом о Дионисију Ареопагиту.
Докторирао је 2014. године на Одсјеку за филозофију и религијске студије Норвешког универзитета за науку и технологију у Трондхајму, одбранивши докторску тезу пред међународном комисијом у саставу: академик проф. др Ендру Лаут (Британска академија наука, УК), проф. др Пол М. Блауерс (Милиган Колеџ, САД) и проф. др Самуел Рубенсон (Универзитет у Лунду, Шведска).
Завршио је и професионалне постдипломске студије (postgraduate diploma) из области дипломатске праксе на Институту Уједињених нација за истраживање и обуку (UNITAR).
Говори енглески, италијански и француски језик, а служи се шпанским и грчким.

### Научна и стручна каријера
Од 2010. до 2014. године радио је као предавач и истраживач (research & teaching fellow) на Норвешком универзитету за науку и технологију. Од 2015. до 2016. био је научни сарадник Ван Лир Института у Јерусалиму и гостујући истраживач на Хебрејском универзитету у Јерусалиму, а од 2016. до 2017. ради као истраживач на Одсјеку за хеленистику Универзитета у Левену. Усавршавао се на Универзитету у Орхусу (2010) и два пута (2012/2013. и 2017/2018) на Норвешком институту у Атини као стипендиста Оназис фондације. Академске 2018/2019. године предаје естетику на Музичкој академији Универзитета Црне Горе, а 2019. године бива изабран у звање доцента за област филозофија и култура на Универзитету Доња Горица у Подгорици. У априлу 2022. изабран је за научног сарадника на Институту за напредне студије Универзитета Црне Горе.
Оснивач је и директор Центра за хеленске студије у Подгорици, утемељивач Међународне конференције хеленских студија, те главни уредник међународног научног часописа Akropolis: Journal of Hellenic Studies. Члан је Одбора за филозофију и социологију Црногорске академије наука и умјетности, Радне групе за преговоре о приступању Црне Горе Европској унији за поглавље 25 "Наука и истраживање", Колегијума научних сарадника (College of Research Associates) Европске научне фондације. Изабран је за експерта за (ре)акредитацију студијских програма при Агенцији за контролу и обезбјеђење квалитета високог образовања Црне Горе. Од маја 2022. до августа 2023. био је члан Управног одбора Универзитета Црне Горе. У 2022. години је био члан Жирија за додјелу Тринаестојулске награде, највишег државног признања Црне Горе.
Члан је бројних научних и професионалних удружења, међу којима и: Центра младих научника и умјетника ЦАНУ, Међународног друштва за изучавање средњевјековне филозофије, Међународног удружења за патристичке студије, Сјеверноамеричког патристичког удружења, Америчког филозофског удружења, и др.
Ивановић је такође члан Младе академије наука Европе и редовни члан (у рангу fellow) Краљевског историјског друштва.
Учествовао је на преко тридесет међународних конференција и симпозијума у Италији, Аргентини, Израелу, Грчкој, УК, Шпанији, Русији, и др.

### Политичка каријера
Влада Здравка Кривокапића именовала је Ивановића за амбасадора Црне Горе при Светој столици, за шта је у септембру 2021. године добио агреман из Ватикана. Тадашњи предсједник Црне Горе Мило Ђукановић одбио је да потпише указ о Ивановићевом постављењу, правдајући тај став мишљењем да у Ватикан треба да иде каријерни дипломата.
Ивановић је један од оснивача и члан Предсједништва Покрета Европа сад! на чијем је челу Милојко Спајић. У априлу 2023. постао је одборник у Скупштини Главног града, али је убрзо затим поднио оставку на то мјесто због неспојивости функција.
Након Милатовићеве побједе на предсједничким изборима, обављао је дужност савјетника предсједника за спољну политику.
На парламентарним изборима 11. јуна 2023. године, Ивановић је био други на листи, након Милојка Спајића. Покрет је на изборима освојио 24 мандата у Скупштини. На конститутивној сједници Скупштине, одржаној 27. јула 2023. године, верификован му је мандат посланика.
На дужност министра вањских послова Ивановић је ступио 31. октобра 2023. године, када је у Скупштини Црне Горе изабрана 44. Влада Црне Горе, с Милојком Спајићем на челу.
Након реконструкције Владе, крајем јула 2024. године, Спајић је министарство вањских послова уступио Ервину Ибрахимовићу из Бошњачке странке, а Ивановића именовао за потпредсједника Владе за вањске и европске послове.

## Одабрана дјела

### Књиге
- Desiring the Beautiful: The Erotic-Aesthetic Dimension of Deification in Dionysius the Areopagite and Maximus the Confessor, Washington, DC: The Catholic University of America Press, 2019
- Symbol and Icon: Dionysius the Areopagite and the Iconoclastic Crisis, Eugene, OR: Pickwick, 2010

### Научни радови
- “Accordo e armonia. L’estetica neoplatonica di Leon Battista Alberti”, in: A. Tagliapietra, G. Ghirelli, E. Maglione, C. Piccione (2022). Storie dell'dea di immagine. Dalla filosofia antica all'arte contemporanea. Milano: Mimesis. стр. 191—207. ISBN 9788857594460.
- “Il pensiero patristico bizantino dei secoli IV-VIII e l’ambiente”, Byzantina Symmeikta, 31. 139—152.
- “Pseudo-Dionysius and the Importance of Sensible Things”, in: F. Dell’Acqua & E.S. Mainoldi (2020). Pseudo-Dionysius and Christian Visual Culture c. 500-900. London: Palgrave MacMillan. стр. 77—87. ISBN 9783030247683.
- “Philosophy as a Way of Life in Maximus the Confessor”, in: K. Boudouris (2018). Proceedings of the XXIII World Congress of Philosophy. 6. Charlottesville: Philosophy Documentation Center. стр. 5—9. ISBN 9781634350389.
- „Педагошка и терапеутска улога философије код Климента Александријског”. 2018: 199—217., Гласник Одјељења хуманистичких наука Црногорске академије наука и умјетност, 4. .
- “Union with and Likeness to God: Deification According to Dionysius the Areopagite”, in: M. Edwards & E. Vasilescu (2017). Visions of God and Ideas on Deification in Patristic Thought. London: Routledge. стр. 118—157. ISBN 9781138217713.
- “Maximus the Confessor’s Conception of Beauty”, International Journal of the Classical Tradition, 22:2. 159—179.
- “The Eternally and Uniquely Beautiful: Dionysius the Areopagite’s Understanding of the Divine Beauty”, International Journal of Philosophy and Theology, 75:3. 188—204.
- „Знање и традиција код Климента Александријског”. 2013: 264—274., Филозофија и друштво, 24:2. .
- “The Ecclesiology of Dionysius the Areopagite”, International Journal for the Study of the Christian Church, 11:1. 27—44.
- “Byzantine Philosophy and its Historiography”, Byzantinoslavica: Revue internationale des études byzantines, 68. 369—381.

### Колумне и чланци
- "Papa Benedikt XVI: od divljenja do kritika", Vijesti, 05.01.2023.[37]
- " La diplomatie de François s’inscrit dans l’attitude de neutralité et d’affirmation de la paix ", Le Monde, 03 août 2022.[38]
- "Mora da se mijenja paradigma političkog djelovanja", RTCG, 27.07.2022.[39]
- "Turkey and the Eastern Mediterranean: A Chance for Cooperation or a Warning of Conflict?", E-International Relations, Apr 16 2022[40]
- "Balkan Countries Must Get Serious on Science Diplomacy", Balkan Insight, March 1, 2021[41]
- "Rigorozna reforma univerziteta", Vijesti, 01.07.2015.[42]